# (65713) 1992 UQ1
(65713) 1992 UQ1 là một tiểu hành tinh vành đai chính. Nó được phát hiện bởi Seiji Ueda và Hiroshi Kaneda ở Kushiro, Hokkaidō, Nhật Bản, ngày 19 tháng 10 năm 1992.